# Circuito Urbano de Shanghai-Pudong
O Circuito Urbano de Shanghai-Pudong é um circuito de rua no distrito de Pudong, em Xangai, na China.

## DTM 2004
Em 18 de julho de 2004, a pista de 2,84 km (1,76 mi) sediou uma corrida fora do campeonato da DTM, vencida por Gary Paffett, da equipe Mercedes-AMG.

## DTM 2010
Em 28 de janeiro de 2010, Os chefes da DTM revelaram o calendário para a temporada de 2010 e apresentou o circuito, sendo a última etapa do campeonato, em uma versão encurtada do circuito de rua, que seria disputado em 31 de outubro de 2010. A corrida foi remarcada posteriormente para 28 de novembro de 2010 e foi vencida por Gary Paffett, da equipe HWA Team.

## Ligações Externas
Track map 2004 and 2010